# Lyonheart K
Der Lyonheart K war ein britischer Sportwagen, der auf der zweiten Generation des Jaguar XK basierte. Der Umbau war eine Neuinterpretation des zwischen 1961 und 1974 gebauten Jaguar E-Type. Es war geplant, Lyonheart Cars mit Unternehmenssitz in London die Fahrzeuge in einem Werk in Coventry zu produzieren.
Vorgestellt wurde der Lyonheart K im Februar 2012, die Produktion von insgesamt 250 in Handarbeit gefertigten Fahrzeugen sollte im Dezember 2013 starten, aber aufgrund der plötzlichen Herstellereinstellung des Jaguar XK konnte die Produktion nie aufgenommen werden. Eine neue Version auf Basis des Jaguar F-Type konnte leider nicht das Licht der Welt erblicken. Die Preise beliefen sich auf 360.000 € exkl. MwSt. für das Coupé und 375.000 € exkl. MwSt. für das Cabriolet. Den Antrieb übernahm ein von Cosworth überholter Fünfliter-V8-Motor von Jaguar. Angeboten wurde das Fahrzeug in den Staaten der EU und der Schweiz.

## Technische Daten
|                                             | Lyonheart K                 |
| Bauzeitraum                                 | 12/2013–Sommer 2015         |
| Motorkenndaten                              |                             |
| Motortyp                                    | V8-Ottomotor                |
| Hubraum                                     | 5000 cm³                    |
| max. Leistung bei min−1                     | 430 kW (575 PS) / 6000–6500 |
| max. Drehmoment bei min−1                   | 700 Nm / 2500–5500          |
| Kraftübertragung                            |                             |
| Antrieb                                     | Hinterradantrieb            |
| Getriebe, serienmäßig                       | 6-Gang-Automatikgetriebe    |
| Messwerte                                   |                             |
| Höchstgeschwindigkeit                       | 300 km/h (abgeregelt)       |
| Beschleunigung, 0–100 km/h                  | 3,9 s                       |
| Kraftstoffverbrauch auf 100 km (kombiniert) | 11,9 l Super                |
| CO2-Emissionen (kombiniert)                 | 292 g/km                    |
| Tankinhalt                                  | 80 l                        |